# Športni park Kodeljevo
Športni park Kodeljevo – wielofunkcyjny stadion w Lublanie, stolicy Słowenii. Został otwarty w 1965 roku. Może pomieścić 3000 widzów. Swoje spotkania rozgrywają na nim piłkarze klubu ND Slovan Lublana.